# Plac Syntagma
Plac Syntagma, Plac Konstytucji (gr. Πλατεία Συντάγματος, IPA: [plaˈtia sinˈdaɣmatos], Πλατεία Συντάγματος trb. Platia Sindagmatos trl. Plateía Syntágmatos), znajduje się w samym centrum Aten.
Nazwa nawiązuje do pierwszej Konstytucji Grecji, którą wydał 3 września 1843 pierwszy król niepodległej Grecji Otton I. Takie zachowanie króla było efektem zamachu stanu 3 września 1843, na czele którego stanęło Wojsko Greckie. Do wystąpienia skierowanego przeciwko autokratycznym rządom króla przyłączyli się liczni mieszkańcy Aten. Efektem było m.in. zapoczątkowanie okresu monarchii konstytucyjnej.
3 i 4 grudnia 1944 doszło tu do masakr demonstrantów, uważanych za początek 35-dniowych walk Dekemvriana.
W odrodzonej po 1974 r. demokratycznej Republice Grecji miejsce to stało się centralnym punktem dla wielu dużych manifestacji.
Z placem sąsiaduje od północy ulica Vassileos Georgiou, od południa – ulica Othonos, od zachodu – ulica Filellinon, a od wschodu – Amalias Avenue.
Poniżej poziomu ulic zlokalizowano wielopoziomową, węzłową stację metra „Syntagma”. Jej wnętrza bogacą ekspozycje znalezisk i makiety sytuacyjne badań archeologicznych, towarzyszących budowie, wzbogacone o kopie eksponatów z Muzeum Akropolu w Atenach.
Plac jest miejscem postoju dla autobusów wielu linii jadących w kierunku północnych przedmieści Aten, w tym do Olimpijskiego Kompleksu Lekkoatletycznego w Atenach (OAKA) w Marusi.

## Atrakcje w pobliżu placu
- Plaka
- Akropol ateński
- Teatr Dionizosa
- Areopag
- Wieża Wiatrów
- Pomnik Lizykratesa
- Łuk Hadriana w Atenach
- Świątynia Zeusa Olimpijskiego w Atenach
- Pnyks
- Pomnik Filopapposa
- Keramejkos